# 性病患者约会
性病患者约会(STD Dating)是一种约会类型，一种特殊的社交活动，指约会的双方都患有性感染疾病，并且以寻找同样患有性病的对象为目的而进行约会。性病患者顾忌身体原因，为了找到可约会对象所以寻找和自己患有类似问题的人，从而发展为朋友甚至结婚。

## 常见形式
通常双方通过网络社交软件，在线交友网站，以及圈内朋友的介绍认识。又由于性病的主要群体所在地区的不同，在亚洲主要群体为梅毒(syphilis)人群,在欧美地区主要群体为疱疹病毒(Herpes,HSV-1,HSV-2)，以及人类乳突病毒(HPV)。

## 特点
在大多数国家性病患者被认为是不洁，私生活不检点，但是由于性病的难以治愈性无法摆脱。性病患者对自身隐私极为看重，对于交友渠道的选择非常在意。在欧美等国已经有成熟的性病交友网站Positivesingles，以及各类评价分析网站genitalherpesdatingonline。